# Lophiomys imhausi
Hamster d'Imhause, Rat à crête
Genre
Espèce
Statut de conservation UICN

 LC  : Préoccupation mineure
Lophiomys imhausi, appelé Hamster d'Imhause  (ou Hamster d'Imhaus), Rat à crête  ou encore Rat à crinière, est une espèce de rongeurs, la seule du genre monotypique Lophiomys, et la seule espèce actuelle de la sous-famille des Lophiomyinae.

## Défense

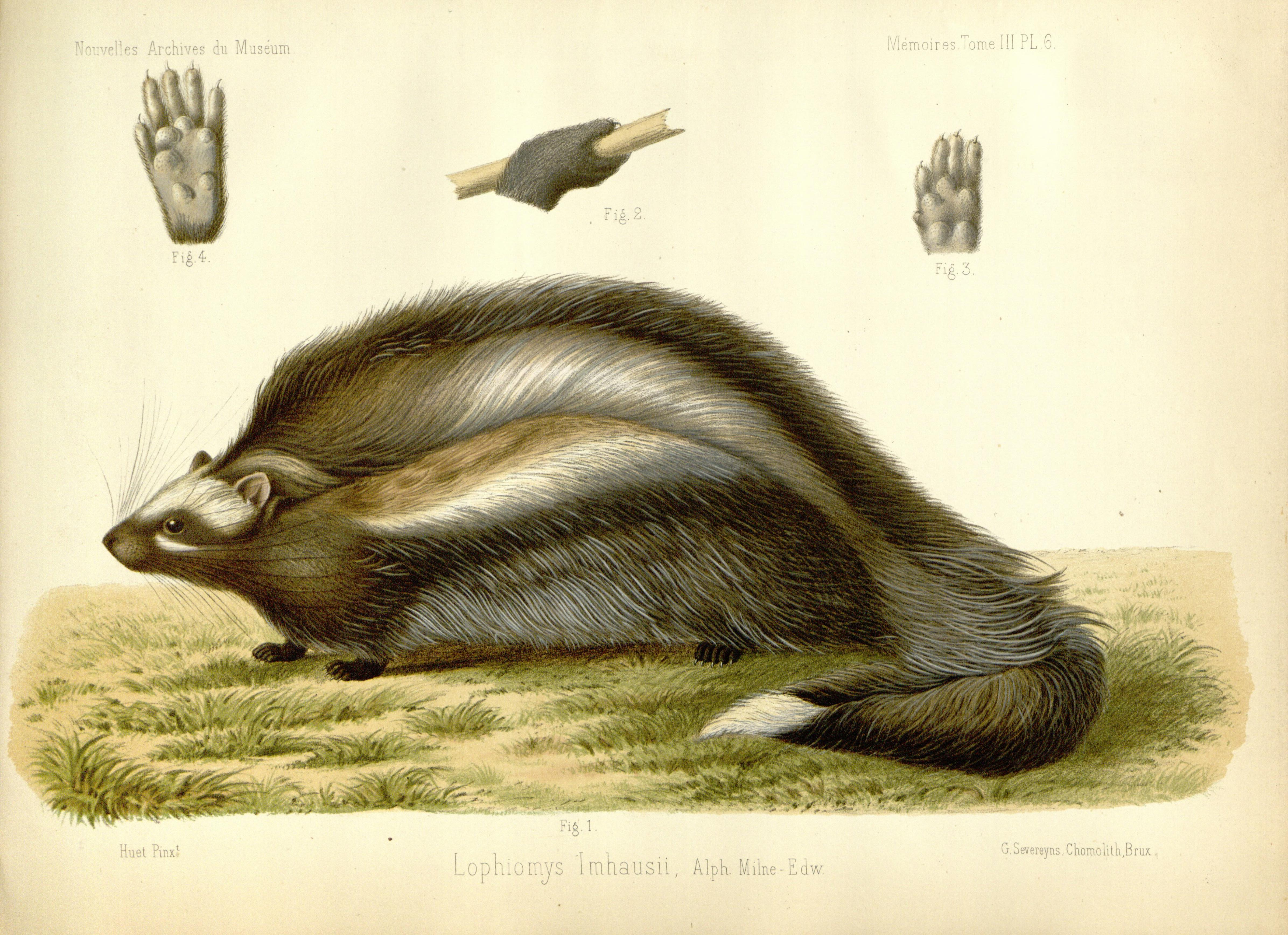
Individu mâle.

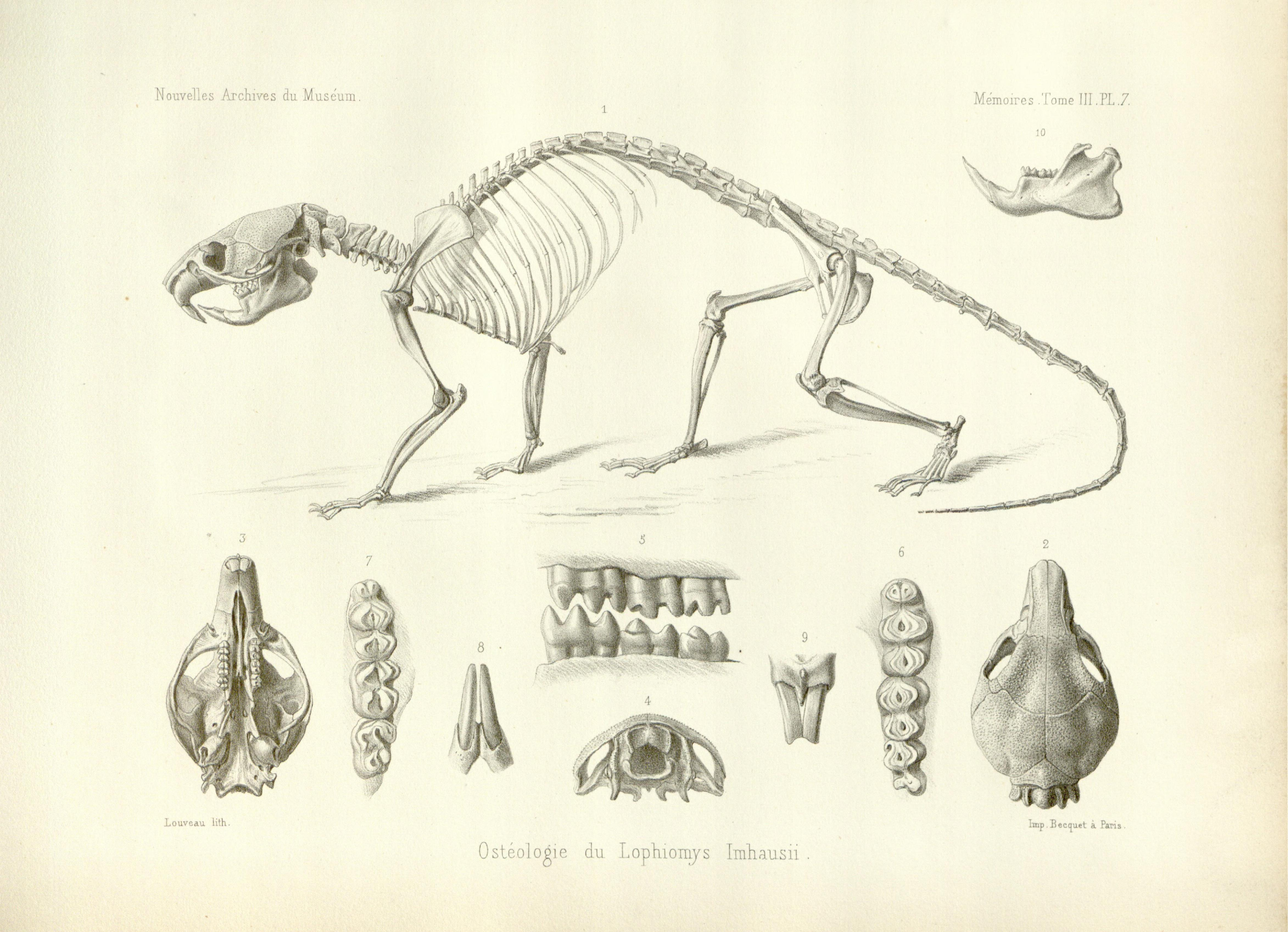
Squelette de rat à crête.

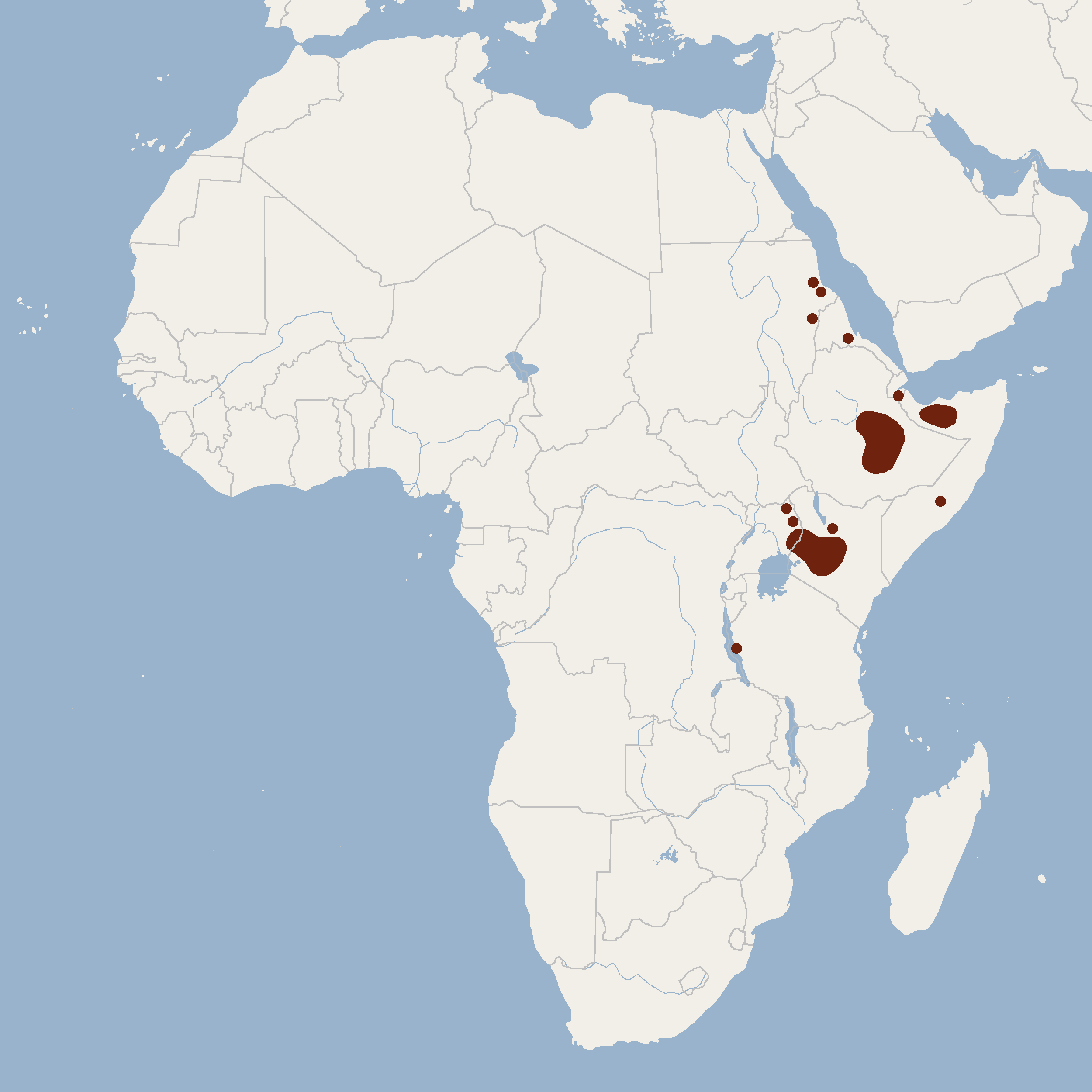
distribution.

La méthode de défense contre les prédateurs chez ce rat est unique dans le monde animal. L'animal mastique de l'écorce des arbres du genre Acokanthera pour en retirer leur poison, l'ouabaïne, qu'il applique ensuite sur les poils creux de ses flancs. Ainsi lorsqu'il se trouve devant un prédateur potentiel (chien, chacal, etc.), il se contorsionne pour enduire sa fourrure de salive et se laisse mordre, car il présente des adaptations pour mieux supporter ces morsures qui empoisonneront leurs auteurs, comme une peau très épaisse et renforcée sur le dos.

## Répartition et habitat
Le Rat à crête se rencontre du niveau de la mer en Éthiopie et en Somalie, et plus fréquemment dans les forêts humides d'altitude de Somalie, Éthiopie, Soudan du Sud, Soudan, Tanzanie, Ouganda et au Kenya. Cependant des restes fossiles ont aussi été retrouvés au nord d’Israël.
Il s'observe souvent dans les zones rocailleuses ou dans les troncs d'arbres et trous le long des ravines, voire nichant dans les falaises.

### Sous-famille desLophiomyinae
- (en) Mammal Species of the World (3e  éd., 2005) : Lophiomyinae Milne Edwards, 1867
- (en) Paleobiology Database : Lophiomyinae Gill 1872
- (fr + en) ITIS : Lophiomyinae Milne-Edwards, 1867
- (en) Animal Diversity Web : Lophiomyinae
- (en) NCBI : Lophiomyinae (taxons inclus)

### GenreLophiomys
- (en) Mammal Species of the World (3e  éd., 2005) : Lophiomys Milne-Edwards, 1867
- (en) Catalogue of Life : Lophiomys Milne-Edwards, 1867 (consulté le 11 décembre 2020)
- (en) Paleobiology Database : Lophiomys Milne-Edwards 1867
- (fr + en) ITIS : Lophiomys Milne-Edwards, 1867
- (en) Animal Diversity Web : Lophiomys
- (en) NCBI : Lophiomys (taxons inclus)
- (en) UICN : taxon  Lophiomys  (consulté le 6 janvier 2023)

### EspèceLophiomys imhausi
- (en) Mammal Species of the World (3e  éd., 2005) : Lophiomys imhausi Milne-Edwards, 1867
- (en) Catalogue of Life : Lophiomys imhausi Milne-Edwards, 1867 (consulté le 15 décembre 2020)
- (fr + en) ITIS : Lophiomys imhausi Milne-Edwards, 1867
- (en) Animal Diversity Web : Lophiomys imhausi
- (en) NCBI : Lophiomys imhausi (taxons inclus)
- (en) UICN : espèce Lophiomys imhausi Milne-Edwards, 1867 (consulté le 22 mai 2015)